# 安德烈亚·曼詹特
安德烈亚·曼詹特（義大利語：Andrea Mangiante，1976年7月1日—），意大利男子水球运动员。他曾代表意大利国家队参加2008年夏季奥林匹克运动会水球比赛，获得第九名。